# Kaiserliches Kürassierregiment K 18 (1756)
Das Kürassierregiment K 18 wurde 1701 aus 5 Kompanien des Kürassierregimentes Caprara und aus neugeworbenen Leuten formiert und 1767 aufgelöst. Es erhielt den Namen des jeweiligen Inhabers unter dem Herzog von Modena wurde aber Kürassierregiment Modena oder auch Alt Modena genannt.

## Inhaber
Das Regiment wurde 1701 von Graf Montecuccoli errichtet und ihm als Inhaber übergeben.
- 1701 Oberst Graf Herkules von Montecuccoli († 1735), Feldmarschall
- 1730 Graf Carl Maximilian von Podstatzky (* 1678; † 1743), General der Kavallerie
- 1743 Graf Theobald Martin Czernin von Chudenitz († 1755), General der Kavallerie
- 1755 Franz III. d’Este, Herzog von Modena erhielt 1768 ein anderes Kürassier-Regiment

## Gefechtskalender
Das Regiment kämpfte im Türkenkrieg 1714–1718 in dem Österreich ab 1716 an Seite Venedigs eintrat. Im Jahr 1716 kämpfte es in der Schlacht von Peterwardein und bei der Belagerung von Temesvar (1716). Im folgenden Jahr war es während der Belagerung von Belgrad unter General Graf Viard jenseits der Donau bei Caransebes.
Im Jahr 1727 wurde es nach Serbien verlegt.
Während des Russisch-Österreichischen Türkenkrieges (1736–1739) war er
1737 und 1738 in Siebenbürgen stationiert, 1739 im Gefecht bei Panczowa zeichnete es sich aus, als es die in der linken Flanke eingefallenen Türken zurücktrieb.
Im Ersten Schlesischen Krieges wurde das Regiment 1741 nach Schlesien und Böhmen verlegt. Im Jahr 1742 in der Schlacht bei Chotusitz sowie bei der Belagerung von Prag. Im Juli 1742 Rittmeister Clees eroberte in Leitmeritz ein französisches Magazin. In den Jahren 1743 und 1744 nahm es an den Feldzügen in Bayern, am Rhein und in Böhmen teil, 1745 in den Schlachten bei Hohenfriedberg und Soor.
Im Siebenjährigen Krieg war das Regiment 1756 im Korps des FZM Fürst Piccolomini. Im Jahr 1757 kämpfte es in der Schlacht bei Kolin und bei der Kommandounternehmen nach Berlin, 1758 bei Zittau und in der Reichsarmee. Anschließend konnte es sich 1759 im Gefecht bei Aich und am 22. September 1759 im Gefecht von Meißen, wo es unter Generalmajor Fürst Lobkowitz das Corps des FML Brentano unterstützte vorteilhaft aus. Ferner focht es im Gefecht von Maxen. Am 20. November 1760 kämpfte er in den Schlachten bei Landeshut und Liegnitz. 1762 stand es in Schlesien bei der Armee des FZM Freiherr von Loudon.
Nach dem Krieg bestand es noch bis 1768, als es in Ungarn aufgelöst wurde.

## Uniform
1748 erhielt das Regiment weiße Röcke mit lichtblauen Aufschlägen und gelben Knöpfen.